# Carl Georg Lickl
Carl Georg Lickl, född den 28 oktober 1801 i Wien, död där den 3 augusti 1877, var en österrikisk pianist och virtuos på fysharmonika. Han var son till Johann Georg Lickl. 
Lickl var ämbetsman vid kejserliga hovet i Wien. Han skrev åtskilligt för både piano och fysharmonika. Lickl blev ledamot av Kungliga Musikaliska Akademien 1842.